# صندلی تابوره

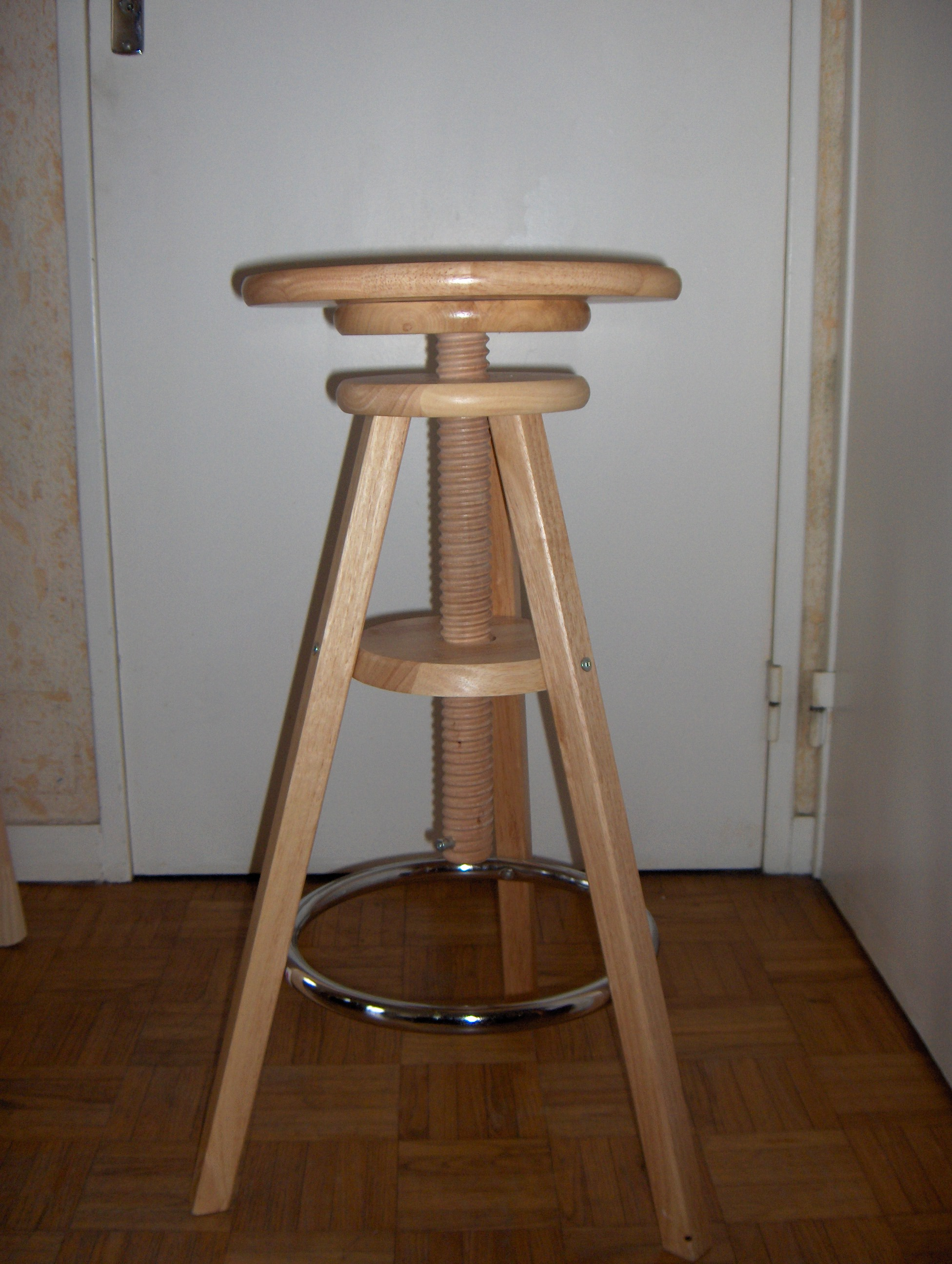
تابوره با ارتفاع تنظیم‌شونده.

 صندلی تابوره صندلی‌های چرخدار بدون تکیه هستند. این نام از شباهت آن به طبل (tabour ، فرانسوی) گرفته شده است.
تابوره جهت نشستن جراح، کمک جراح، متخصصین بیهوشی در هنگام عمل جراحی در اتاق عمل در رستوران‌ها ، بارها و آزمایشگاه از آن استفاده می‌شود و در اندازه‌های مختلف قابل دسترس است. این صندلی قابلیت تنظیم ارتفاع نیز دارد.
تابوره در فرانسه در قرن هفدهم در دربار لویی چهاردهم در ورسای معنای تخصصی تری پیدا کرد، جایی که به زنان اجازه می داد در حضور خانواده سلطنتی بنشینند. تابوره دربار، چهارپایه‌ای روکش‌دار با پاها و منگوله‌های چوبی خمیده بود که توسط خدمتکار حمل می‌شد. دوشس ها به طور خودکار افتخار نشستن در مقابل ملکه را داشتند. این چهارپایه به چنان نمادی از امتیاز تبدیل شد که وقتی مادر لویی چهاردهم، تابوره را به دو دختر غیردوشس اعطا کرد، چنان طوفانی از اعتراض برخاست که او مجبور شد دستور را لغو کند.
در زمینه جنبش هنر و صنایع دستی، تابوره جایگاهی باریک و بلند برای گیاه، چراغ، زیرسیگاری یا نوشیدنی است.